# Nemoria knobelaria
Nemoria knobelaria là một loài bướm đêm trong họ Geometridae.